# 命名権が導入された施設の一覧
この記事では、命名権が導入された施設について、現在導入中の施設、過去に導入された施設、今後導入が決定している施設の一覧を一括して記す。
なお、表形式としている国（地域）において、契約期間が終了したものは、背景を灰色としている。

## 北アメリカ

### アメリカ合衆国
| 命名権による呼称                                                           | 命名権を取得した企業                                                                       | 期間                                            | 主な使用団体 （本拠地とするチーム及びクラブ）                                                                                     | 年間契約金額 | 備考 |
| -------------------------------------------------------------------------- | ------------------------------------------------------------------------------------------ | ----------------------------------------------- | --- | ------------ | --- |
| アルコ・アリーナ                                                           | アトランティック・リッチフィールド                                                         | 1988年 - 2011年                                 | サクラメント・キングス (NBA) サクラメント・モナークス (WNBA /元本拠地)                                                            |              | |
| パワー・バランス・パビリオン                                               | パワー・バランス                                                                           | 2011年 -                                        | サクラメント・キングス (NBA) |              | |
| デルタ・センター                                                           | デルタ航空                                                                                 | 1991年 - 2006年                                 | ユタ・ジャズ (NBA) ユタ・ブレイズ(AFL)                                                                                            |              | |
| エナジーソリューションズ・アリーナ                                         | エナジー・ソリューションズ                                                                 | 2006年 -                                        | ユタ・ジャズ (NBA) ユタ・ブレイズ(AFL)                                                                                            |              | |
| ユナイテッド・センター                                                     | ユナイテッド航空                                                                           | 1994年 - 2034年                                 | シカゴ・ブルズ (NBA) シカゴ・ブラックホークス (NHL)                                                                               |              | |
| キーアリーナ                                                               | キー銀行                                                                                   | 1994年 -                                        | シアトル・スーパーソニックス (NBA/元本拠地) シアトル・ストーム (WNBA)                                                             |              | 旧称「シアトル・センター・コロシアム」 |
| フリートセンター                                                           | フリート・ボストンフィナンシャル                                                           | 1995年 - 2005年                                 | ボストン・セルティックス (NBA) ボストン・ブルーインズ (NHL)                                                                       |              | バンク・オブ・アメリカの買収により命名権解消 |
| TDバンクノース・ガーデン →TDガーデン                                       | TDバンクノース                                                                             | 2005年 -                                        | ボストン・セルティックス (NBA) ボストン・ブルーインズ (NHL)                                                                       |              | |
| 3Comパーク                                                                 | 3Com                                                                                       | 1995年 - 2002年                                 | サンフランシスコ・フォーティナイナーズ (NFL)                                                                                      |              | |
| モンスター・パーク                                                         | モンスター・ケーブル・プロダクツ                                                           | 2004年 - 2008年                                 | サンフランシスコ・フォーティナイナーズ (NFL)                                                                                      |              | |
| プロ・プレイヤー・パーク →プロ・プレイヤー・スタジアム                     | プロ・プレイヤー                                                                           | 1996年 - 2005年                                 | フロリダ・マーリンズ (MLB/元本拠地) マイアミ・ドルフィンズ (NFL)                                                                  |              | [ 備考 1 ] |
| ランドシャーク・スタジアム                                                 | アンハイザー・ブッシュ                                                                     | 2009年 - 2010年                                 | フロリダ・マーリンズ (MLB/元本拠地) マイアミ・ドルフィンズ (NFL)                                                                  |              | [ 備考 2 ] |
| サンライフ・スタジアム→ハードロック・スタジアム                            | サンライフ・ファイナンシャル→ハードロックカフェ                                            | 2010年 - 2015年 2016年 -                        | マイアミ・ドルフィンズ (NFL) |              | |
| コアステーツ・センター →ファースト・ユニオン・センター →ワコビア・センター | コアステーツ・フィナンシャル →ファースト・ユニオン →ワコビア                               | 1996年 - 2010年                                 | フィラデルフィア・セブンティシクサーズ (NBA) フィラデルフィア・フライヤーズ (NHL)                                                 |              | 名称変更は買収・合併に伴うもの |
| ウェルズ・ファーゴ・センター                                               | ウェルズ・ファーゴ                                                                         | 2010年 -                                        | フィラデルフィア・セブンティシクサーズ (NBA) フィラデルフィア・フライヤーズ (NHL)                                                 |              | |
| エリクソン・スタジアム                                                     | エリクソン                                                                                 | 1996年 - 2003年                                 | カロライナ・パンサーズ (NFL) |              | |
| バンク・オブ・アメリカ・スタジアム                                         | バンク・オブ・アメリカ                                                                     | 2003年 -                                        | カロライナ・パンサーズ (NFL) |              | |
| ゲイロード・エンターテイメント・センター                                   | ゲイロード・エンターテイメント                                                             | 1996年 - 2005年                                 | ナッシュビル・プレデターズ (NHL)                                                                                                  |              | [ 備考 3 ] |
| ソメット・センター                                                         | ソメット・グループ                                                                         | 2007年 - 2010年                                 | ナッシュビル・プレデターズ (NHL)                                                                                                  |              | [ 備考 4 ] |
| ブリヂストン・アリーナ                                                     | ブリヂストン                                                                               | 2010年 -                                        | ナッシュビル・プレデターズ (NHL)                                                                                                  |              | |
| クアルコム・スタジアム                                                     | クアルコム                                                                                 | 1997年 - 2017年                                 | サンディエゴ・パドレス (MLB/元本拠地) サンディエゴ・チャージャーズ (NFL)                                                          |              | 旧称「サンディエゴ・スタジアム」 →「ジャック・マーフィー・スタジアム」                                                                                                 |
| オールテル・スタジアム                                                     | オールテル・コミュニケーション                                                             | 1997年 - 2006年                                 | ジャクソンビル・ジャガーズ (NFL)                                                                                                  |              | |
| エバーバンク・フィールド                                                   | エバーバンク                                                                               | 2010年 -                                        | ジャクソンビル・ジャガーズ (NFL)                                                                                                  |              | |
| セーフコ・フィールド →T-モバイル・パーク                                   | セーフコ →T-Mobile US                                                                      | 1998年 - 2018年 2019年- 2043年                  | シアトル・マリナーズ (MLB) |              | |
| トロピカーナ・フィールド                                                   | トロピカーナ・プロダクツ                                                                   | 1998年 -                                        | タンパベイ・レイズ (MLB) |              | 旧称「フロリダ・サンコースト・ドーム」 →「サンダードーム」 |
| バンク・ワン・ボールパーク →チェイス・フィールド                           | バンク・ワン →JPモルガン・チェース                                                         | 1998年 -                                        | アリゾナ・ダイヤモンドバックス (MLB)                                                                                              |              | 2005年にバンク・ワンの買収により名称変更 |
| ネットワークアソシエイツ・コロシアム →マカフィー・コロシアム               | マカフィー                                                                                 | 1998年 - 2008年                                 | オークランド・アスレチックス (MLB) オークランド・レイダース (NFL)                                                                 |              | [ 備考 5 ] |
| オーバーストック・ドットコム・コロシアム →オー・ドットコー・コロシアム     | オー・ドットコー                                                                           | 2011年 -                                        | オークランド・アスレチックス (MLB) オークランド・レイダース (NFL)                                                                 |              | 2011年途中に社名変更に伴い名称変更 |
| ナショナル・カー・レンタル・センター                                       | ナショナル・カー・レンタル                                                                 | 1998年 - 2002年                                 | フロリダ・パンサーズ (NHL) |              | 旧称「ブロワード・カントリー・シビック・アリーナ」 |
| オフィス・デポ・センター                                                   | オフィス・デポ                                                                             | 2002年 - 2006年                                 | フロリダ・パンサーズ (NHL) |              | |
| バンクアトランティック・センター                                           | バンクアトランティック                                                                     | 2006年 -                                        | フロリダ・パンサーズ (NHL) |              | |
| フィリップス・アリーナ                                                     | フィリップス                                                                               | 1999年 -                                        | アトランタ・ホークス (NBA) アトランタ・ドリーム (WNBA) アトランタ・スラッシャーズ (NHL/元本拠地)                                  |              | |
| コンセコ・フィールドハウス →バンカーズ・ライフ・フィールドハウス           | コンセコ                                                                                   | 1999年 -                                        | インディアナ・ペイサーズ (NBA) インディアナ・フィーバー (WNBA)                                                                    |              | 2011年にブランド名変更に伴い名称変更 |
| ステイプルズ・センター                                                     | ステイプルズ                                                                               | 1999年 -                                        | ロサンゼルス・レイカーズ (NBA) ロサンゼルス・クリッパーズ (NBA) ロサンゼルス・スパークス (WNBA) ロサンゼルス・キングス (NHL)      |              | |
| ペプシ・センター                                                           | ペプシコ                                                                                   | 1999年 -                                        | デンバー・ナゲッツ (NBA) コロラド・アバランチ (NHL)                                                                               |              | |
| アメリカン・エアラインズ・アリーナ                                         | アメリカン・エアラインズ                                                                   | 1999年 - 2019年                                 | マイアミ・ヒート (NBA) |              | |
| フェデックスフィールド                                                     | フェデックス                                                                               | 1999年 - 2026年                                 | ワシントン・コマンダース (NFL) |              | 旧称「ジャック・ケント・クック・スタジアム」 |
| アデルフィア・コロシアム                                                   | アデルフィア・コミュニケーションズ                                                         | 1999年 - 2002年                                 | テネシー・タイタンズ (NFL) |              | [ 備考 6 ] |
| LPフィールド→ニッサン・スタジアム                                          | ルイジアナ・パシフィック→日産自動車                                                        | 2006年 - 2016年2016年 - 2035年                  | テネシー・タイタンズ (NFL) |              | [ 備考 7 ] |
| PSIネット・スタジアム                                                      | PSIネット                                                                                  | 1999年 - 2002年                                 | ボルチモア・レイブンズ (NFL) |              | [ 備考 8 ] |
| M&Tバンク・スタジアム                                                      | M&Tバンク                                                                                  | 2003年 - 2018年                                 | ボルチモア・レイブンズ (NFL) |              | |
| コメリカ・パーク                                                           | コメリカ                                                                                   | 2000年 - 2030年                                 | デトロイト・タイガース (MLB) |              | [ 備考 9 ] |
| リライアント・スタジアム                                                   | リライアント・エナジー                                                                     | 2000年 - 2032年                                 | ヒューストン・テキサンズ (NFL) |              | |
| エンロン・フィールド →ミニッツメイド・パーク →ダイキン・パーク             | エンロン →ザ コカ・コーラ カンパニー →ダイキン・コンフォートテクノロジーズ・ノースアメリカ | 2000年 - 2002年 2002年 - 2024年 2025年 - 2039年 | ヒューストン・アストロズ (MLB) |              | [ 備考 10 ] |
| TDウォーターハウス                                                         | TDウォーターハウス                                                                         | 2000年 - 2006年                                 | オーランド・マジック (NBA) |              | [ 備考 11 ] |
| アムウェイ・アリーナ                                                       | アムウェイ                                                                                 | 2006年 - 2010年                                 | オーランド・マジック (NBA) |              | [ 備考 12 ] |
| エクセル・エナジー・センター                                               | エクセル・エナジー                                                                         | 2000年 -                                        | ミネソタ・ワイルド (NHL) |              | |
| ミラー・パーク →アメリカンファミリー・フィールド                           | ミラー →アメリカンファミリー保険                                                           | 2001年 - 2020年 2021年 -                        | ミルウォーキー・ブルワーズ (MLB)                                                                                                  |              | |
| PNCパーク                                                                  | PNCファイナンシャル・サービシズ                                                            | 2001年 - 2021年                                 | ピッツバーグ・パイレーツ (MLB) |              | |
| アメリカン・エアラインズ・センター                                         | アメリカン・エアラインズ                                                                   | 2001年 -                                        | ダラス・マーベリックス (NBA) ダラス・スターズ (NHL)                                                                               |              | |
| ハインツ・フィールド                                                       | ハインツ                                                                                   | 2001年 - 2021年                                 | ピッツバーグ・スティーラーズ (NFL)                                                                                                |              | [ 備考 13 ] |
| コンパックセンター・アト・サンノゼ →HPパビリオン                           | コンパック・コンピュータ →ヒューレット・パッカード                                         | 2001年 -                                        | サンノゼ・シャークス (NHL) |              | [ 備考 14 ] |
| マツダ・レースウェイ・ラグナ・セカ                                         | マツダノースアメリカ                                                                       | 2001年 - 2016年                                 | |              | [ 備考 15 ] |
| コダック・シアター                                                         | コダック                                                                                   | 2001年 - 2012年                                 | （アカデミー賞会場） |              | [ 備考 16 ] |
| ドルビー・シアター                                                         | ドルビーラボラトリーズ                                                                     | 2012年 -                                        | （アカデミー賞会場） |              | |
| SBCセンター →AT&Tセンター                                                  | SBC →AT&T                                                                                  | 2002年 -                                        | サンアントニオ・スパーズ (NBA) サンアントニオ・シルバースターズ (WNBA) サンアントニオ・ランページ (AHL)                           |              | 名称変更は合併に伴うもの |
| リンカーン・フィナンシャル・フィールド                                     | リンカーン・ナショナル・コーポレーション                                                   | 2002年 - 2022年                                 | フィラデルフィア・イーグルス (NFL)                                                                                                |              | |
| フォード・フィールド                                                       | フォード・モーター                                                                         | 2002年 - 2022年                                 | デトロイト・ライオンズ (NFL) |              | |
| フォード・センター                                                         | フォード・モーター                                                                         | 2002年 - 2010年                                 | オクラホマシティ・ブレイザーズ(CHL) ニューオーリンズ/オクラホマシティ・ホーネッツ (NBA/元本拠地) オクラホマシティ・サンダー (NBA) |              | [ 備考 17 ] |
| チェサピーク・エナジー・アリーナ                                           | チェサピーク・エナジー                                                                     | 2011年 - 2023年                                 | オクラホマシティ・サンダー (NBA)                                                                                                  |              | |
| CMGIフィールド                                                             | CMGI （現・モーダスリンク・グローバル・ソリューションズ）                                  | 2002年                                          | ニューイングランド・ペイトリオッツ (NFL) ニューイングランド・レボリューション (MLS)                                               |              | |
| ジレット・スタジアム                                                       | ジレット →プロクター・アンド・ギャンブル                                                   | 2003年 -                                        | ニューイングランド・ペイトリオッツ (NFL) ニューイングランド・レボリューション (MLS)                                               |              | 合併に伴う命名権企業の異動あり（名称変更なし） |
| セント・ピート・タイムズ・フォーラム →タンパベイ・タイムズ・フォーラム     | タンパベイ・タイムズ                                                                       | 2002年 -                                        | タンパベイ・ライトニング (NHL) タンパベイ・ストーム (AFL) タンパ・ブリーズ (LFL)                                                  |              | [ 備考 18 ] |
| RBCセンター →PNCアリーナ →レノボ・センター                                 | カナダロイヤル銀行 →PNCファイナンシャル・サービス・グループ →レノボ                        | 2002年 - 2024年 2024年 - 2034年                 | カロライナ・ハリケーンズ (NHL) |              | 旧称「ローリー・エンターテイメント&スポーツ・アリーナ」。RBCセンターからPNCアリーナへの名称変更は2012年のPNCファイナンシャル・サービス・グループによる買収に伴うもの。 |
| パシフィック・ベル・パーク →SBCパーク →AT&Tパーク →オラクル・パーク        | パシフィック・ベル →SBC →AT&T →オラクル                                                    | 2003年 -                                        | サンフランシスコ・ジャイアンツ (MLB)                                                                                              |              | パシフィック・ベル・パークからAT&Tパークまでの名称変更は合併に伴うもの                                                                                                 |
| グレート・アメリカン・ボール・パーク                                       | グレート・アメリカン・インシュランス                                                       | 2003年 - 2033年                                 | シンシナティ・レッズ (MLB) |              | |
| トヨタセンター                                                             | トヨタ自動車                                                                               | 2003年 -                                        | ヒューストン・ロケッツ (NBA) ヒューストン・コメッツ (WNBA) ヒューストン・エアロズ (AHL)                                           |              | |
| ペトコ・パーク                                                             | ペトコ・アニマル・サプライ                                                                 | 2004年 -                                        | サンディエゴ・パドレス (MLB) |              | |
| シチズンズ・バンク・パーク                                                 | シチズンズ・フィナンシャルグループ                                                         | 2004年 - 2029年                                 | フィラデルフィア・フィリーズ (MLB)                                                                                                |              | |
| フェデックス・フォーラム                                                   | フェデックス                                                                               | 2004年 -                                        | メンフィス・グリズリーズ (NBA) |              | |
| クイックン・ローンズ・アリーナ                                             | クイックン・ローンズ                                                                       | 2005年 -                                        | クリーブランド・キャバリアーズ (NBA)                                                                                              |              | 旧称「ガンド・アリーナ」 |
| ピザハット・パーク                                                         | ピザハット                                                                                 | 2005年 - 2012年                                 | FCダラス (MLS) |              | [ 備考 19 ] |
| ギブソン・アンフィシアター                                                 | ギブソン                                                                                   | 2005年 -                                        | |              | 旧称「ユニバーサル・アンフィシアター」 |
| オラクル・アリーナ                                                         | オラクル                                                                                   | 2006年 -                                        | ゴールデンステート・ウォリアーズ (NBA)                                                                                            |              | [ 備考 20 ] |
| ユニバーシティ・オブ・フェニックス・スタジアム                             | フェニックス大学                                                                           | 2006年 -                                        | アリゾナ・カージナルス (NFL) |              | |
| ホンダセンター                                                             | アメリカンホンダモーターカンパニー                                                         | 2006年 -                                        | アナハイム・ダックス (NHL) |              | [ 備考 21 ] |
| スコットトレード・センター                                                 | スコットトレード                                                                           | 2006年 -                                        | セントルイス・ブルース (NHL) |              | |
| ジョビング・ドットコム・アリーナ                                           | ジョビング・ドットコム                                                                     | 2006年 - 2016年                                 | フェニックス・コヨーテズ (NHL) |              | [ 備考 22 ] |
| プルデンシャル・センター                                                   | プルデンシャル・ファイナンシャル                                                           | 2007年 - 2027年                                 | ニュージャージー・デビルス (NHL) ニュージャージー・ネッツ (NBA/元本拠地) ニューヨーク・リバティ (WNBA)                            |              | |
| プログレッシブ・フィールド                                                 | プログレッシブ                                                                             | 2008年 - 2023年                                 | クリーブランド・ガーディアンズ (MLB)                                                                                              |              | 旧称「ジェイコブス・フィールド」 |
| タイム・ワーナー・ケーブル・アリーナ                                       | タイム・ワーナー・ケーブル                                                                 | 2008年 -                                        | シャーロット・ボブキャッツ (NBA)                                                                                                  |              | 旧称「シャーロット・ボブキャッツ・アリーナ」 |
| コンソル・エナジー・センター                                               | コンソル・エナジー                                                                         | 2008年 -                                        | ピッツバーグ・ペンギンズ (NHL) |              | |
| シティ・フィールド                                                         | シティグループ                                                                             | 2009年 - 2029年                                 | ニューヨーク・メッツ (MLB) |              | |
| ブッシュ・スタジアム                                                       | アンハイザー・ブッシュ                                                                     | 2009年 -                                        | セントルイス・カージナルス (MLB)                                                                                                  |              | |
| アムウェイ・センター                                                       | アムウェイ                                                                                 | 2010年 - 2020年                                 | オーランド・マジック (NBA) |              | |
| メットライフ・スタジアム                                                   | メットライフ                                                                               | 2011年 - 2036年                                 | ニューヨーク・ジャイアンツ (NFL) ニューヨーク・ジェッツ (NFL)                                                                     |              | 旧称「ニュー・メドウランズ・スタジアム」 |
| メルセデス・ベンツ・スーパードーム                                         | メルセデス・ベンツ                                                                         | 2011年 -                                        | ニューオーリンズ・セインツ (NFL)                                                                                                  |              | |
| バークレイズ・センター                                                     | バークレイズ                                                                               | 2012年 - 2032年                                 | ブルックリン・ネッツ (NBA) |              | |
| ギャランティード・レート・フィールド                                       | ギャランティード・レート                                                                   | 2017年 - 2029年                                 | シカゴ・ホワイトソックス (MLB) |              | [ 備考 23 ] |
| サントラスト・パーク→ トゥルーイスト・パーク                               | サントラスト銀行 →トゥルーイスト・ファイナンシャル                                         | 2017年 - 2041年                                 | アトランタ・ブレーブス (MLB) |              | 名称変更は合併に伴うもの |

### カナダ
| 命名権による呼称                         | 命名権を取得した企業             | 期間            | 主な使用団体 （本拠地とするチーム及びクラブ）                                                  | 年間契約金額 | 備考                                                           |
| ---------------------------------------- | -------------------------------- | --------------- | ---------------------------------------------------------------------------------------------- | ------------ | -------------------------------------------------------------- |
| ゼネラルモーターズ・プレイス             | ゼネラルモーターズ               | 1995年 - 2010年 | バンクーバー・グリズリーズ (NBA/元本拠地) バンクーバー・カナックス (NHL)                       |              | オリンピック開催期間中の名称は「カナダ・ホッケープレイス」     |
| ロジャース・アリーナ                     | ロジャース・コミュニケーションズ | 2010年 -        | バンクーバー・カナックス (NHL)                                                                 |              |                                                                |
| カナディアン・エアラインズ・サドルドーム | カナディアン・エアラインズ       | 1996年 - 2000年 | カルガリー・フレームス (NHL) カルガリー・ヒットメン (WHL)                                      |              | 旧称「オリンピック・サドルドーム」                             |
| ペングロース・サドルドーム               | ペングロース                     | 2000年 - 2010年 | カルガリー・フレームス (NHL) カルガリー・ヒットメン (WHL)                                      |              |                                                                |
| スコシアバンク・サドルドーム             | スコシアバンク                   | 2010年 -        | カルガリー・フレームス (NHL) カルガリー・ヒットメン (WHL)                                      |              |                                                                |
| モルソン・センター                       | モルソン                         | 1996年 - 2002年 | モントリオール・カナディアンズ (NHL)                                                           |              |                                                                |
| ベル・センター                           | ベル・カナダ                     | 2002年 -        | モントリオール・カナディアンズ (NHL)                                                           |              |                                                                |
| コーレル・センター                       | コーレル                         | 1996年 - 2006年 | オタワ・セネターズ (NHL)                                                                       |              | 旧称「ザ・パラジアム」                                         |
| スコシアバンク・プレイス                 | スコシアバンク                   | 2006年 -        | オタワ・セネターズ (NHL)                                                                       |              |                                                                |
| スカイリーチ・センター                   | スカイリーチ                     | 1998年 - 2003年 | エドモントン・オイラーズ (NHL) エドモントン・ラッシュ (NLL) エドモントン・オイルキングス (WHL) |              | 旧称「ノースランズ・コロシアム」 →「エドモントン・コロシアム」 |
| レクソール・プレイス                     | レクソール                       | 2003年 -        | エドモントン・オイラーズ (NHL) エドモントン・ラッシュ (NLL) エドモントン・オイルキングス (WHL) |              |                                                                |
| エア・カナダ・センター                   | エア・カナダ                     | 1999年 - 2019年 | トロント・ラプターズ (NBA) トロント・メープルリーフス (NHL) トロント・ロック (NLL)             |              |                                                                |
| MTSセンター                              | マニトバ・テレコム・サービス     | 2004年 -        | ウィニペグ・ジェッツ (NHL)                                                                     |              |                                                                |
| ロジャーズ・センター                     | ロジャース・コミュニケーションズ | 2005年 -        | トロント・ブルージェイズ (MLB)                                                                 |              | 旧称「スカイドーム」                                           |
| BMOフィールド                            | モントリオール銀行               | 2006年 -        | トロントFC (MLS) トロント・ナショナルズ (MLL)                                                  |              |                                                                |

## ヨーロッパ
| 命名権による呼称             | 命名権を取得した企業 | 期間            | 主な使用団体 （本拠地とするチーム及びクラブ）                                             | 年間契約金額 | 備考        |
| ---------------------------- | -------------------- | --------------- | ----------------------------------------------------------------------------------------- | ------------ | ----------- |
| リーボック・スタジアム       | リーボック           | 1997年 -        | ボルトン・ワンダラーズFC (イングランド・プレミアリーグ)                                   |              | [ 備考 24 ] |
| ブリタニア・スタジアム       | ブリタニア           | 1997年 -        | ストーク・シティFC (イングランド・プレミアリーグ)                                         |              | [ 備考 25 ] |
| JJBスタジアム                | JJBスポーツ          | 1999年 - 2009年 | ウィガン・アスレティック (イングランド・プレミアリーグ)                                   |              | [ 備考 26 ] |
| AOLアレナ                    | AOL                  | 2000年 - 2007年 | ハンブルガーSV (ドイツ・ブンデスリーガ)                                                   |              | [ 備考 27 ] |
| HSHノルトバンク・アレーナ    | HSHノルトバンク      | 2007年 - 2010年 | ハンブルガーSV (ドイツ・ブンデスリーガ)                                                   |              | [ 備考 28 ] |
| アイエムテック・アレーナ     | アイエムテック       | 2011年 -        | ハンブルガーSV (ドイツ・ブンデスリーガ)                                                   |              | [ 備考 29 ] |
| AWDアレーナ                  | エーダブルデー       | 2002年 - 2012年 | ハノーファー96 (ドイツ・ブンデスリーガ)                                                   |              | [ 備考 30 ] |
| フォルクスワーゲン・アレーナ | フォルクスワーゲン   | 2002年 -        | VfLヴォルフスブルク (ドイツ・ブンデスリーガ)                                              |              | [ 備考 31 ] |
| トヨタ・アレーナ             | トヨタ自動車         | 2003年 - 2007年 | ACスパルタ・プラハ (チェコ・ガンブリヌス・リガ)                                           |              |             |
| AXAアレーナ                  | AXA                  | 2007年 - 2009年 | ACスパルタ・プラハ (チェコ・ガンブリヌス・リガ)                                           |              | [ 備考 32 ] |
| ゼネラリアレーナ             | ゼネラリ             | 2009年 -        | ACスパルタ・プラハ (チェコ・ガンブリヌス・リガ)                                           |              | [ 備考 33 ] |
| リコー・アリーナ             | リコー               | 2005年 -        | コヴェントリー・シティFC (イングランド・フットボールリーグ)                               |              |             |
| ヴェルティンス・アレーナ     | ヴェルティンス       | 2005年 -        | シャルケ04 (ドイツ・ブンデスリーガ)                                                       |              | [ 備考 34 ] |
| ジグナル・イドゥナ・パルク   | ジグナル・イドゥナ   | 2005年 - 2016年 | ボルシア・ドルトムント (ドイツ・ブンデスリーガ)                                           |              | [ 備考 35 ] |
| エミレーツ・スタジアム       | エミレーツ航空       | 2006年 - 2021年 | アーセナルFC (イングランド・プレミアリーグ)                                               |              | [ 備考 36 ] |
| アリアンツ・アレーナ         | アリアンツ           | 2006年 - 2036年 | バイエルン・ミュンヘン (ドイツ・ブンデスリーガ) TSV1860ミュンヘン(ドイツ・ブンデスリーガ) |              | [ 備考 37 ] |
| メルセデス・ベンツ・アレーナ | ダイムラー           | 2008年 -        | VfBシュトゥットガルト (ドイツ・ブンデスリーガ)                                            |              | [ 備考 38 ] |
| デ・フロルーシュ・フェステ   | グロールシュ         | 2008年 -        | FCトゥウェンテ (オランダ・エールディヴィジ)                                               |              | [ 備考 39 ] |
| コファス・アレーナ           | コファス・ドイツ     | 2011年 -        | 1.FSVマインツ05 (ドイツ・ブンデスリーガ)                                                  |              | [ 備考 40 ] |
| SGLアレーナ                  | SGLカーボン          | 2011年 -        | FCアウクスブルク (ドイツ・ブンデスリーガ)                                                 |              | [ 備考 41 ] |

## 中南米
- 京セラアリーナ（2005年 - 2008年） - ブラジル・クリチバにあるスタジアム。アトレチコ・パラナエンセの本拠地。京セラミタのアメリカ法人が命名権を取得していた。
- ネオ・キミカ・アレーナ（2020年 - ） - ブラジル・サンパウロにあるスタジアム。コリンチャンスの本拠地。ブラジルの大手製薬会社であるハイペラ・ファーマ（ポルトガル語版）が命名権を取得している[1]。

## アフリカ
- FNBスタジアム - 南アフリカ共和国・ヨハネスブルグにあるスタジアム。FNB（ファースト・ナショナル・バンク）は南アフリカの金融機関。2010 FIFAワールドカップにおいては上述理由により「サッカー・シティ・スタジアム」と称される。

## オセアニア
- エティハド・スタジアム - オーストラリア・メルボルンのスタジアム。エティハド航空はアラブ首長国連邦の航空会社。

## アジア
- メルセデス・ベンツアリーナ- 中華人民共和国・上海にある中国最大級の屋内アリーナ。旧名称は上海万博文化センター。メルセデス・ベンツが命名権を取得。
- エアアジア ブキッ・ビンタン駅 - 2015年10月、マレーシアの格安航空会社が命名権を購入し駅名を変更した[2][3]。